# Joseph Bloch (Rabbiner)
Joseph Bloch (geb. 27. Februar 1875 in Grussenheim; gest. 14. September 1970 in Haguenau) war ein französischer Rabbiner, bekannt durch sein Gebetbuch Cha'aré Tefila, das bis heute von den französischen aschkenasischen Gemeinden verwendet wird, durch seine Arbeiten zur Haggada, durch die langjährige Herausgeberschaft eines jüdischen Kalenders sowie durch das tragische Schicksal seines Sohnes Élie Bloch, der 1943 in Auschwitz ermordet wurde.

## Leben
Joseph Bloch wurde am 27. Februar 1875 in Grussenheim, damals Reichsland Elsaß-Lothringen, als eines von acht Kindern der Familie geboren. Sein Vater war Schochet. 1890 verließ der damals 15-jährige Joseph Bloch sein Heimatdorf, um sich in der Nachbarstadt Colmar im Petit Séminaire auf die Rabbinerlaufbahn vorzubereiten. Im Anschluss studierte er am Rabbinerseminar in Berlin und erhielt 1902 seine Semicha. Parallel dazu war er 1901 an der Universität Straßburg promoviert worden (Doctorat ès lettres). 1902 wurde er Rabbiner von Dambach-la-Ville (Bas-Rhin), 1910 dann Rabbiner von Barr (Bas-Rhin). Während des Zweiten Weltkriegs unterrichtete Joseph Bloch von 1940 bis 1942 am Séminaire israélite de France in Chamalières (Puy-de-Dôme) bei Clermont-Ferrand. Sein Sohn Élie Bloch, ebenfalls Rabbiner und Angehöriger der Résistance française, wurde zusammen mit seiner Frau und seiner Tochter nach Auschwitz deportiert, wo sie alle ermordet wurden. Nach Kriegsende wurde Joseph Bloch für viele Jahre Rabbiner der jüdischen Gemeinde in Haguenau (Bas-Rhin), wo er auch seine Karriere beendete. 1961, im Jahr seiner Pensionierung, erhielt er den Titel eines Oberrabbiners. Er starb 1970 in Haguenau.

## Auszeichnungen
- Chevalier de la Légion d’honneur, 1949
- Officier de la Légion d’honneur, 1963
- Straßenbenennung Rue du Grand Rabbin Joseph Bloch in Haguenau[1]

## Jährliche Jüdische Kalender
Von 1924 bis 1968 veröffentlichte Rabbiner Joseph Bloch jedes Jahr einen jüdischen Kalender. 1969 übernahm Oberrabbiner Edmond Schwob für einige Jahre die Veröffentlichung des Kalenders, bevor er diese Aufgabe auf die Alliance Israélite Universelle übertrug.

## Veröffentlichungen (Auswahl)
- Rituel de Prières, 1924
- La Haggadah de Paque, 1928
- Sidour Cha'aré Tefila, 1964; Biblieurope Paris 2017, Erstausgabe 1924 u. d. Titel Rituel de Prières